# Catedral Francesa (Berlín)
La Catedral Francesa (en alemán: Französischer Dom) es el nombre coloquial de la Iglesia Francesa de Friedrichstadt (en alemán: Französische Friedrichstadtkirche; en francés: Temple de la Friedrichstadt), situada en la Gendarmenmarkt de Berlín, frente a la Catedral Alemana (Deutscher Dom), antigua iglesia de los feligreses de habla alemana.

## Historia
Louis Cayart y Abraham Quesnay construyeron las primeras partes de la actual Catedral Francesa entre 1701 y 1705 para la comunidad hugonote (calvinista). En aquella época, los hugonotes constituían el 25% de la población de Berlín. Su diseño se inspiró en el destruido templo hugonote de Charenton-Saint-Maurice, Francia.
En 1785 Carl von Gontard modificó la iglesia y construyó junto a ella la torre con cúpula, que, junto con los feligreses de habla francesa, le valió a la iglesia su nombre. Técnicamente, la torre no es parte de la iglesia y no están conectados, debido a que ambos edificios tienen diferentes propietarios. La torre, que se parece a la de la Catedral Alemana, se construyó solo para que Gendarmenmarkt tuviera un diseño simétrico. La torre de la Catedral Alemana, sin embargo, sí que forma parte de la iglesia.
En 1817 la comunidad de la Iglesia Francesa, como la mayoría de congregaciones calvinistas, reformadas y luteranas de Prusia, se unieron a la organización llamada Iglesia Evangélica de Prusia (con este nombre desde 1821). Cada congregación pudo mantener su antigua denominación o adoptar la nueva denominación común. La comunidad de la Iglesia Francesa de Friedrichstadt mantuvo su nombre calvinista. 
No obstante, la congregación experimentó desde antes de la unión con los protestantes de Prusia una cierta aculturación con las tradiciones luteranas. En 1753 se instaló un órgano, que competía con el tradicional canto calvinista. El canto de salmos se extendió a himnos en 1791. Otto March renovó el sobrio interior con un estilo más decorativo (aunque aún aniconista) 1905. El bonito órgano lo han tocado, entre otros, Thomas Hawkes. La comunidad actual es parte de la Iglesia Evangélica de Berlín-Brandenburgo-Alta Lusacia.
La Catedral Francesa fue dañada gravemente durante la Segunda Guerra Mundial, y reconstruida entre 1977 y 1981. En la actualidad no solo la usa su congregación, pues se utiliza para convenciones de la Iglesia evangélica de Alemania.

## Descripción
La iglesia no es una catedral en sentido estricto porque nunca ha sido sede obispal. Su nombre alemán Dom se deriva de la palabra francesa dôme (domo).
La torre de la cúpula, que contiene un mirador abierto a los visitantes, ofrece una vista panorámica de Berlín. En el sótano se sitúa un restaurante, bajo la sala de oración. La torre también contiene el Museo Hugonote de Berlín.

## Galería de imágenes

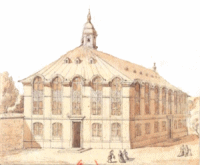
El Templo Protestante de Charenton antes de su demolición.
La Catedral Francesa destruida tras la Segunda Guerra Mundial, y la sala de oración, con el destruido Schauspielhaus (izquierda), el 4 de octubre de 1951.
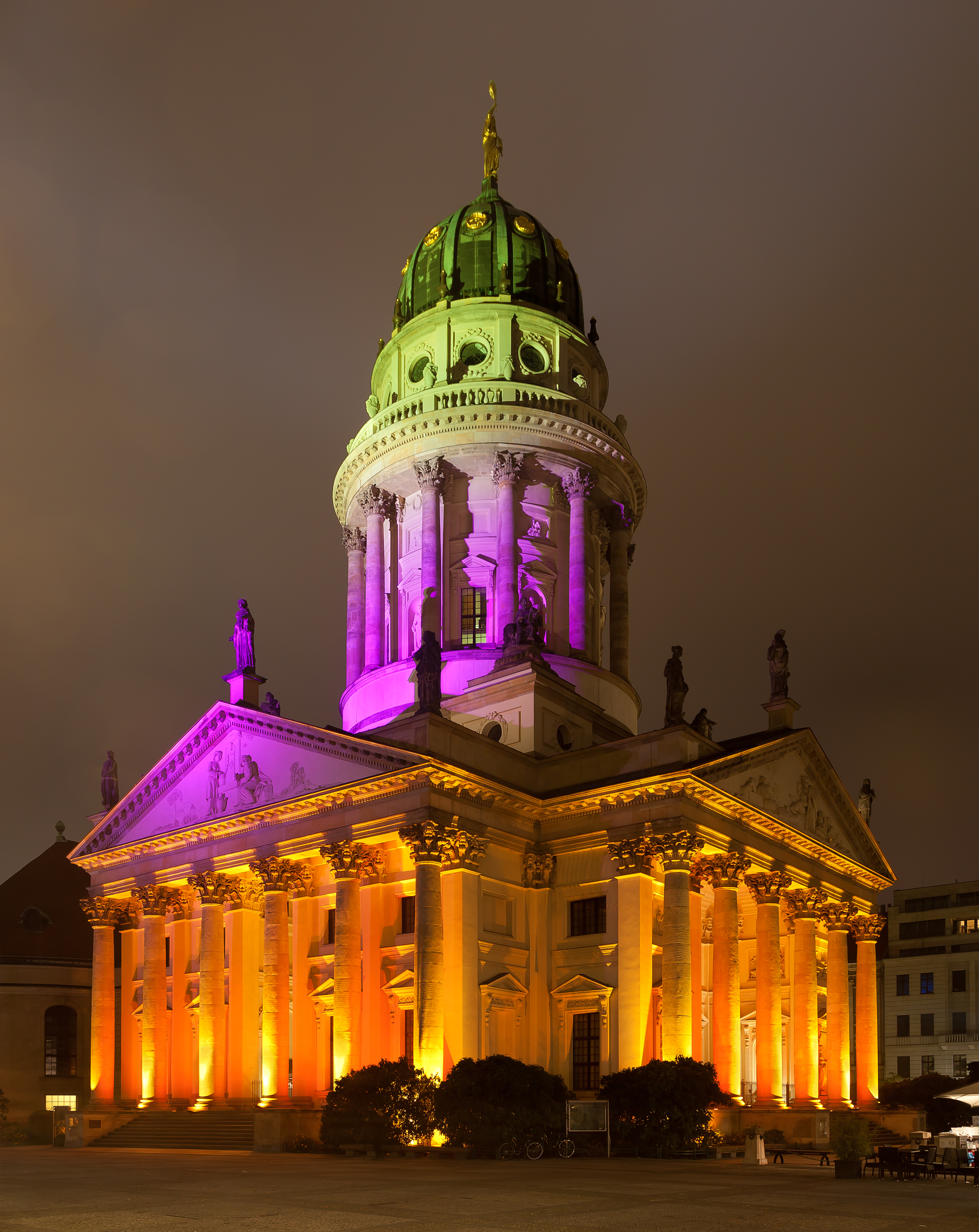
La Catedral durante el Festival of Lights
La catedral en 2007
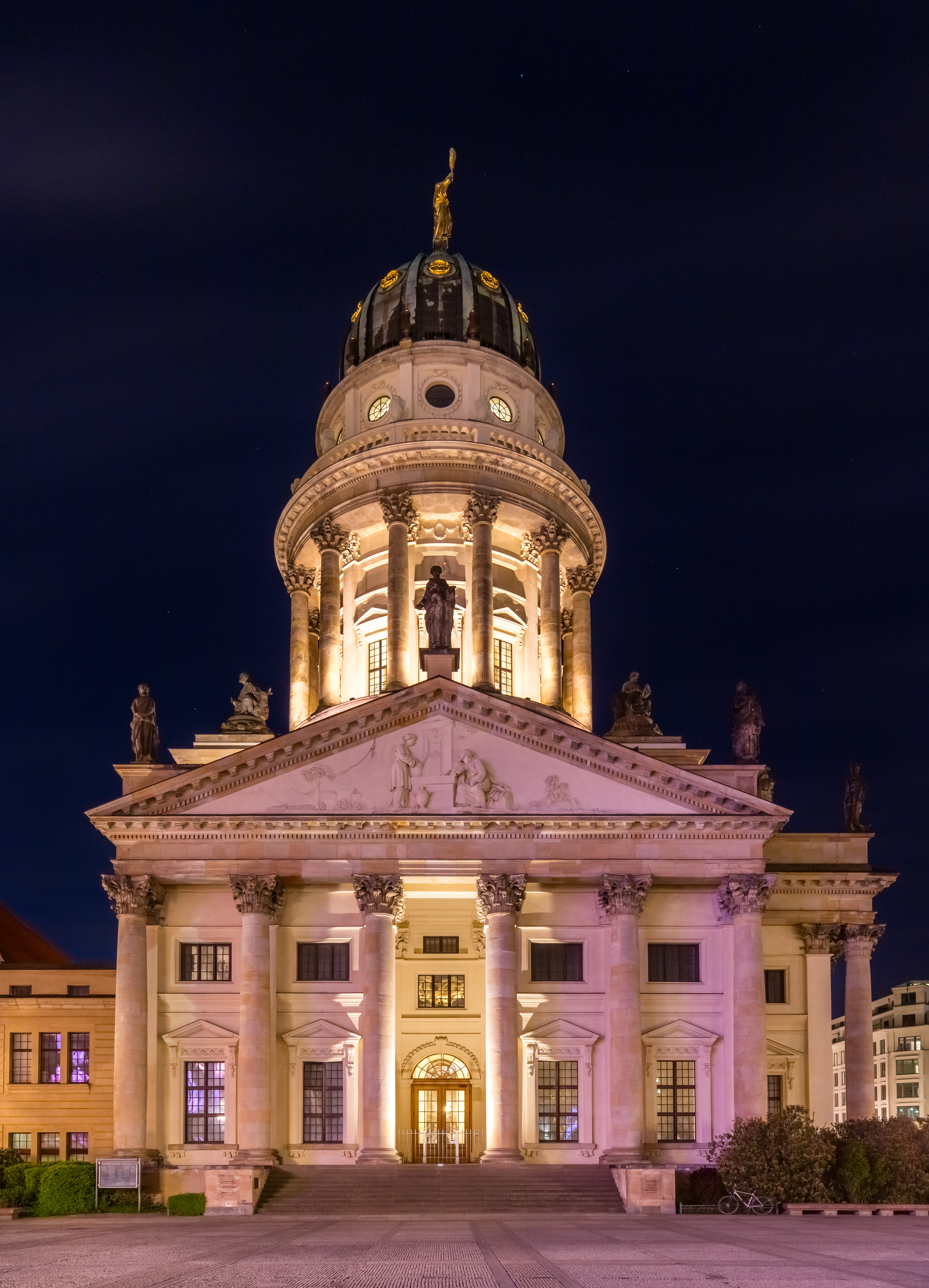